# Mustafa Čokić
Háfiz Mustafa Sidki-efendija Čokić (16. prosince 1875 Brčko, Osmanská říše – 25. září 1927 Tuzla, Království Srbů, Chorvatů a Slovinců) byl bosenskohercegovský šarí‘atský soudce bosňáckého původu.

## Životopis
Podle rodinné tradice Čokićové se do bosenské obce Kovači v okrese Zavidovići přistěhovali z okolí Temešváru. Ten roku 1716 ve prospěch habsburské monarchie dobyl na Osmanech vojevůdce Evžen Savojský. Nejstarší potomek rodu byl Hasan-efendija Islamović zvaný Čoka (snad z maďarského csóka neboli kavka) byl mudarrisem, okresním náčelníkem, v Temešváru a později odešel do Bosny. Hasanův syn Mula Mehmed a jeho syn Ahmed Ferhat byli správci, mutevelijové, islámské nadace spravující medresu v Horní Tuzle. Ferhatův syn Mula Mehmed byl imámem v Brčku. Mula Mehmedovi se narodil syn Muhamed (1844–1907), který šel v otcových šlépějích a vzdělával se v islámských vědách. Později byl jmenován dolnotuzlanským muftím a mudarrisem v Behram-begově medrese v Dolní Tuzle. Duchovnímu se narodili čtyři synové, Mustafa Sidki, Ahmed Lutfi (zemř. 1933), Abdurahman Adil (zemř. 1954) a Ibrahim Hakki (1871–1948).
V Sarajevu navštěvoval Šarí‘atskou soudní školu (absolvoval 1899). Nato působil jako justiční čekatel v Tuzle. Roku 1905 byl jmenován šarí‘atským soudcem v Kladnji, od roku 1907 úřadoval v Bosenském Petrovci, poté v Bijeljině a nakonec od roku 1913 v Tuzle.